# Atherinidae
A família Atherinidae, pertencente à ordem de peixes Atheriniformes, constitui-se de 165 espécies e 25 gêneros, ocorrendo em águas tropicais e temperadas de todo o mundo. Cerca de 2/3 de suas espécies é marinha, sendo o restante de água doce.

## Descrição
Os peixes da família Atherinidae são geralmente pequenos, com a maioria das espécies a apresentar menos de 20 cm de comprimento, e algumas menos de 5 cm. No entanto, há também espécies que chegam aos 60 cm.
O corpo é geralmente alongado. Algumas características distintivas incluem duas nadadeiras dorsais bastante separadas, com a primeira constituída por espinhas flexíveis e a segunda com uma espinha seguida de raios macios. A nadadeira anal tem uma espinha na extremidade, seguida por raios macios. As nadadeiras peitorais são largas, e a linha lateral está ausente. Os flancos apresentam uma banda prateada bastante larga. As escamas são relativamente grandes.
A dieta é baseada em zooplancton, e algumas espécies, como Atherinomorus lacunosus, são exploradas comercialmente.
A família Atherinopsidae, de distribuição neotropical é intimamente relacionada a esta.

## Taxonomia
A família Atherinidae inclui as seguintes subfamílias e géneros:
- Subfamília Atherininae
  - Atherina (5 espécies)
  - Atherinason (monotípico)
  - Atherinosoma (2 espécies)
  - Kestratherina (2 espécies)
  - Leptatherina (2 espécies)
- Subfamília Atherinomorinae
  - Alepidomus (monotípico)
  - Atherinomorus (12 espécies)
  - Atherion  (3 espécies)
  - Hypoatherina  (13 espécies)
  - Stenatherina (monotípico)
  - Teramulus (2 species)
- Subfamília Bleheratherininae
  - Bleheratherina (monotípico)
- Subfamília Craterocephalinae
  - Craterocephalus (25 espécies)
  - Sashatherina (monotípico)